# Brauerei Baar

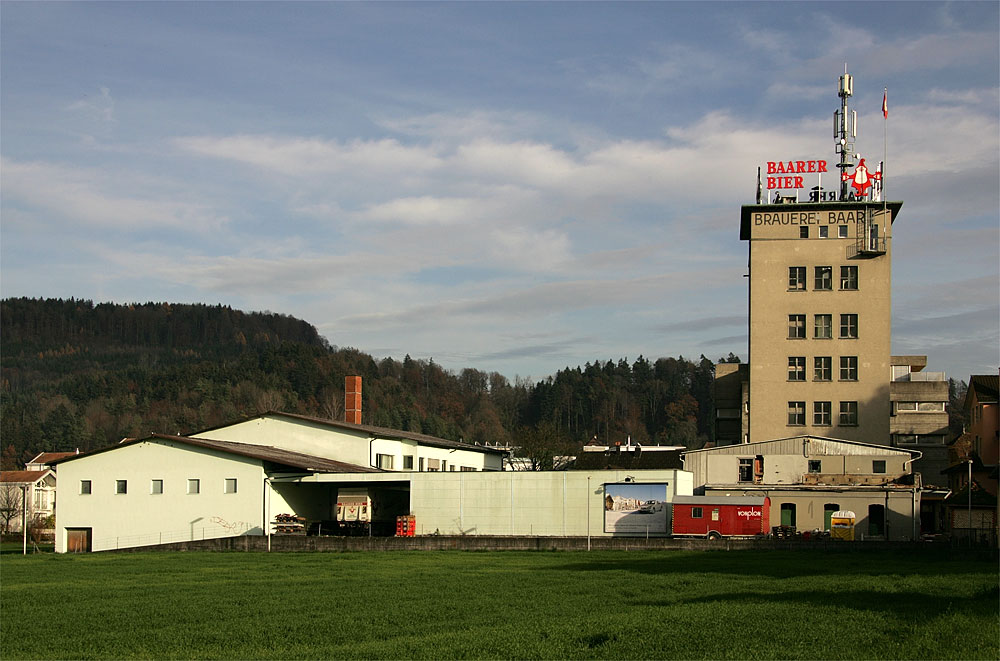
Brauerei Baar (2006)

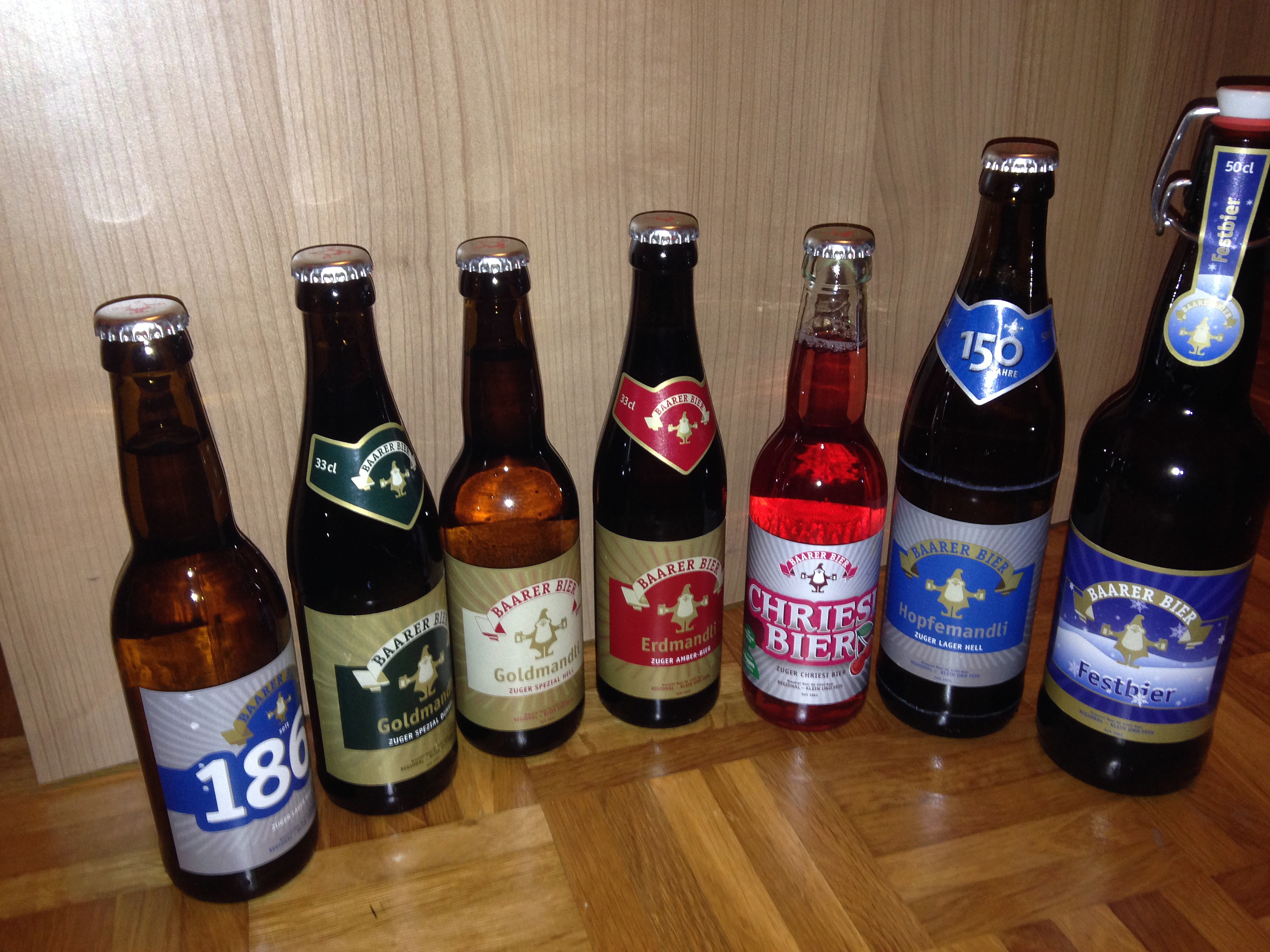
Verschiedene Biersorten

Die Brauerei Baar AG ist eine Bierbrauerei in Baar ZG. Sie wurde 1862 am heutigen Standort gegründet. Die Jahresproduktion beträgt 12'000 Hektoliter (2017).
Die Brauerei Baar AG besitzt neben den Produktionsanlagen auf demselben Areal ein Restaurant (Baujahr 1864) und einen Getränkefachmarkt (Baujahr 2007).